# Leichtathletik-Europameisterschaften 1950/10.000 m der Männer

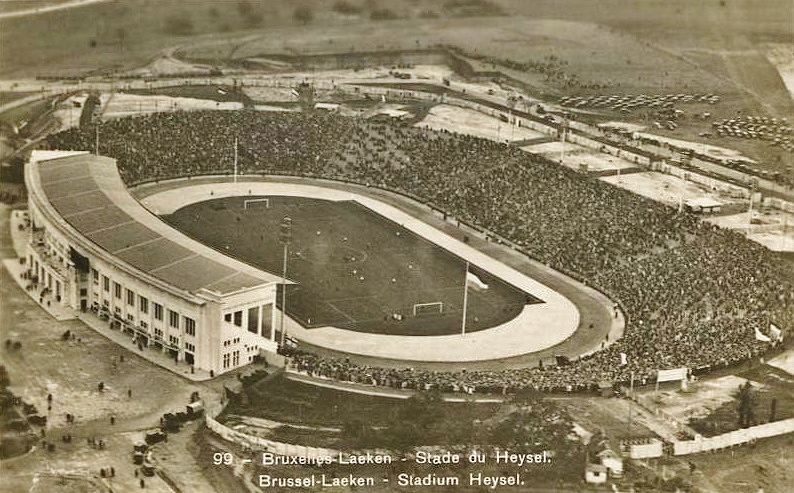
Das Brüsseler Heysel-Stadion in einer Luftaufnahme von 1935

Der 10.000-Meter-Lauf der Männer bei den Leichtathletik-Europameisterschaften 1950 wurde am 23. August 1950 im Heysel-Stadion der belgischen Hauptstadt Brüssel ausgetragen.
Europameister wurde der Tschechoslowake Emil Zátopek. Er gewann vor dem Franzosen Alain Mimoun. Bronze ging an den Finnen Väinö Koskela.

## Rekorde

### Bestehende Rekorde
| Weltrekord           | 29:02,6 min | Emil Zátopek | Turku, Finnland      | 4. August 1950  |
| Europarekord         | 29:02,6 min | Emil Zátopek | Turku, Finnland      | 4. August 1950  |
| Meisterschaftsrekord | 29:52,0 min | Viljo Heino  | EM in Oslo, Norwegen | 22. August 1946 |

### Rekordverbesserungen
Der bestehende EM wurde verbessert und darüber hinaus gab es einen neuen Landesrekord.
- Meisterschaftsrekord: 29:12,0 min – Emil Zátopek (Tschechoslowakei), Wettbewerb am 23. August
- Landesrekord: 30:31,6 min – Frank Aaron (Großbritannien), Wettbewerb am 23. August

## Durchführung
Bei einer Teilnehmerzahl von vierzehn Läufern traten alle Athleten ohne vorherige Vorläufe gemeinsam zum Finale an.

## Finale

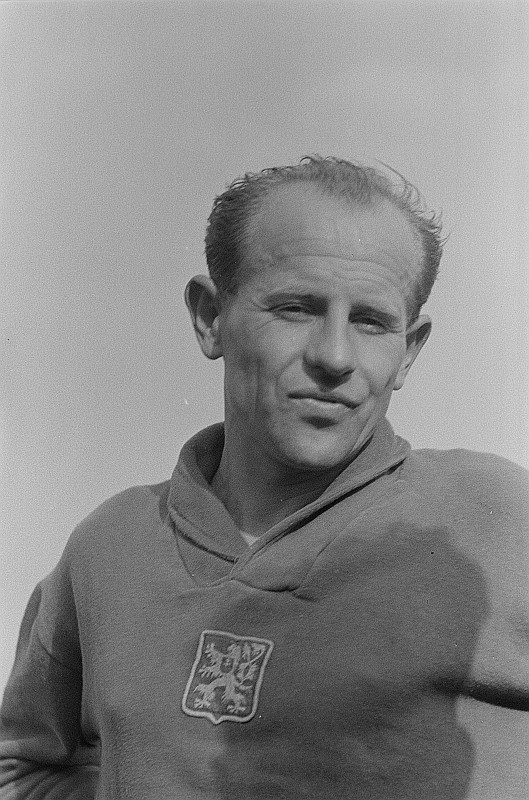
Emil Zátopek gewann seinen ersten Europameister-Titel

23. August 1950, 19.50 Uhr
| Platz | Name                | Nation           | Zeit (min) |
| ----- | ------------------- | ---------------- | ---------- |
| 1     | Emil Zátopek        | Tschechoslowakei | 29:12,0 CR |
| 2     | Alain Mimoun        | Frankreich       | 30:21,0    |
| 3     | Väinö Koskela       | Finnland         | 30:30,8    |
| 4     | Frank Aaron         | Großbritannien   | 30:31,6 NR |
| 5     | Nikifor Popow       | Sowjetunion      | 30:34,4    |
| 6     | Martin Stokken      | Norwegen         | 30:44,8    |
| 7     | Marcel Vandewattyne | Belgien          | 30:48,6    |
| 8     | Osman Coşgül        | Türkei           | 30:50,0    |
| 9     | John Doms           | Belgien          | 31:04,2    |
| 10    | Đorđe Stefanović    | Jugoslawien      | 31:20,0    |
| 11    | Franjo Mihalić      | Jugoslawien      | 31:29,2    |
| 12    | Ernest Petitjean    | Frankreich       | 32:04,4    |
| DNF   | Bertil Albertsson   | Schweden         |            |
| DNF   | José Coll           | Spanien          |            |

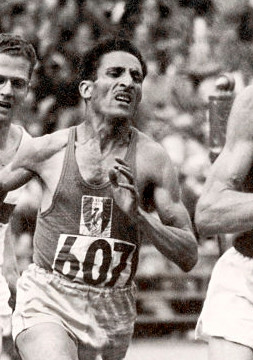
Die Serie des Vizeeuropameisters Alain Mimoun als ewiger Zweiter – begonnen über 10.000 Meter bei den Olympischen Spielen 1948 – setzte sich fort
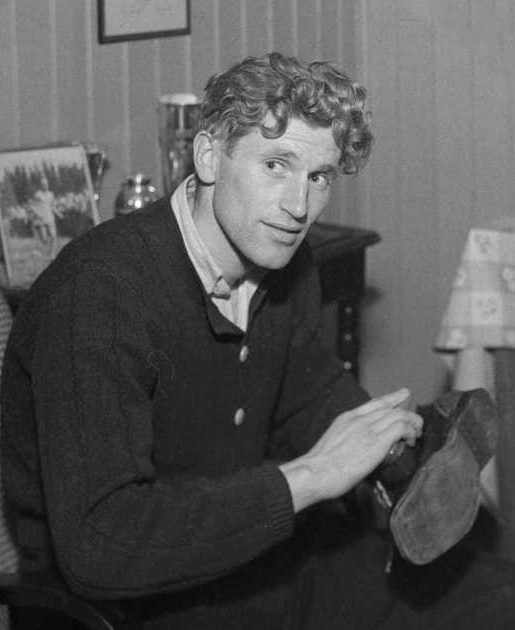
Martin Stokken – erfolgreicher Langstreckler und Skilangläufer – belegte Rang sechs und wurde vier Tage später Vierter über 3000 m Hindernis
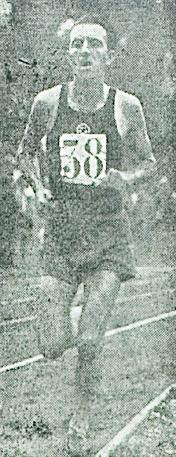
Franjo Mihalić kam auf den elften Platz
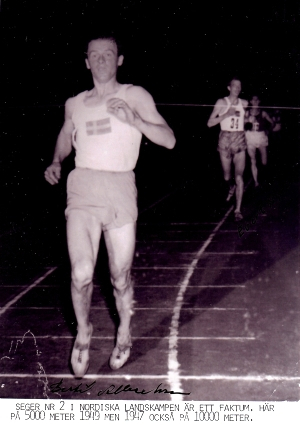
Bertil Albertsson – drei Tage später Zehnter über 5000 Meter – kam nicht ins Ziel